# 切萨皮克和俄亥俄运河
切薩皮克與俄亥俄運河（英語：The Chesapeake and Ohio Canal，簡稱 C&O Canal），運作於1831年到1924年之間，其與波多馬克河平行，起自馬里蘭州的坎伯蘭，迄於華盛頓特區。運河總長為296.9公里，高低差為184 公尺，共有74座水閘，超過150座跨越小溪流的橋涵，以及11座跨越大河流的水道橋，另外還有一座長度為950公尺的隧道（波波隧道）。運河停用後成為切薩皮克與俄亥俄運河國家歷史公園，沿運河的道路則成為步道。

## 歷史
美國獨立戰爭後，喬治華盛頓成為主張將東岸與大湖區與俄亥俄河以水道相連的主要倡議者，在1785年成立了波多馬克公司（Potowmack Company）以探討利用波多馬克河交通的可能性。該公司建造了五條繞過主要瀑布的水道，該五個主要瀑布為小瀑布（Little Falls，後來併入切薩皮克與俄亥俄運河）、維吉尼亞州的大瀑布（Great Falls） 、Viollette水閘對面的塞內卡瀑布（Seneca Falls）、謝南多厄（Shenadoah）的沛恩瀑布（Payne's Falls），以及哈珀斯費里附近的豪斯瀑布（House's Falls）。完成後船筏可順流駛至喬治城。建造運河以連接俄亥俄河與切薩皮克灣的想法在1820年便有人提出。
1825年門羅總統簽署了運河的計畫，預定分兩段施工，東段從華盛頓到馬里蘭的坎伯蘭，西段則跨越阿利根尼（Allegheny）山脈至俄亥俄河或其支流。運河公司免稅，但須在五年內完成100英里長的運河投入使用，全運河需在12年內完工。依照計畫運河流速為每小時兩英里。
1824年波多馬克公司的股權轉讓給了切薩皮克與俄亥俄公司（Chesapeake and Ohio Company）。運河在1828年7月4日動土，公司本來打算使用蒸汽船，但後來還是沿河興建了拖曳道以便騾子拖曳船隻。在1830年11月從小瀑布至塞內卡的運河開通，並於1831年通航至喬治城。1837年三月還進行了延伸至巴爾的摩的探勘，但後因缺乏水源而作罷。興建過程中勞工團體（德國人與愛爾蘭人）的糾紛以及疾病困擾不斷，而因為巨岩點到哈珀斯費里之間沿波多馬克河的路廊狹窄，運河公司還與巴爾的摩與俄亥俄鐵路公司因此打起官司，後來雙方同意共享路權。運河終於在1834年通航至哈珀斯費里與馬里蘭州的威廉斯波特，並於1839年通至漢考克。
運河在南北戰爭中嚴重受損。戰後雖然營運良好，公司也盡力償還部分貸款，但洪水以及其他問題仍然困擾運河。在1889年發生一次大洪水，使得坎伯蘭有18個月無船隻航行。嗣後運河所有權落入巴爾的摩與俄亥俄鐵路公司，但鐵路公司的主要目的是為了避免路權落入競爭的西馬里蘭鐵路公司（Western Maryland railroad）。在1924年的洪水以後，因為鐵路公司將水力賣給磨坊，對運河僅進行了部分修復，之後便漸漸荒廢了。
1938年，聯邦政府從鐵路公司取得運河所有權。至1940年時，運河最初的35公里修復了。嗣後在大戰期間曾有各式各樣軍事用途的提議，還有建議改為公路的，不過最後在1971年1月8日，運河被指定為國家歷史公園。今日從喬治城至坎伯蘭的運河遺跡沿線，有多處遊客中心與遊憩設施（包括露營地、船筏下水處、自行車道等等）供大眾使用。

## 收費與損益
1851年運河貨物收費表如下：
| 貨物                       | 20英里以內，每噸每英里收費 | 超過20英里，每噸每英里收費 |
| -------------------------- | -------------------------- | -------------------------- |
| 煤炭                       | ¼ 美分                     | ¼ 分                       |
| 宰殺後的豬、培根、肉       | 2 美分                     | 1 美分                     |
| 威士忌與烈酒、鮮魚與醃魚   | 2 美分                     | 1 美分                     |
| 鹽                         | 1 美分                     | ¾ 美分                     |
| 磚塊                       | 1 美分                     | ½ 美分                     |
| 冰磚                       | 1 美分                     | ¼ 美分                     |
| 砂、碎石、黏土、土、鋪路石 | ¼ 美分                     | ¼ 美分                     |

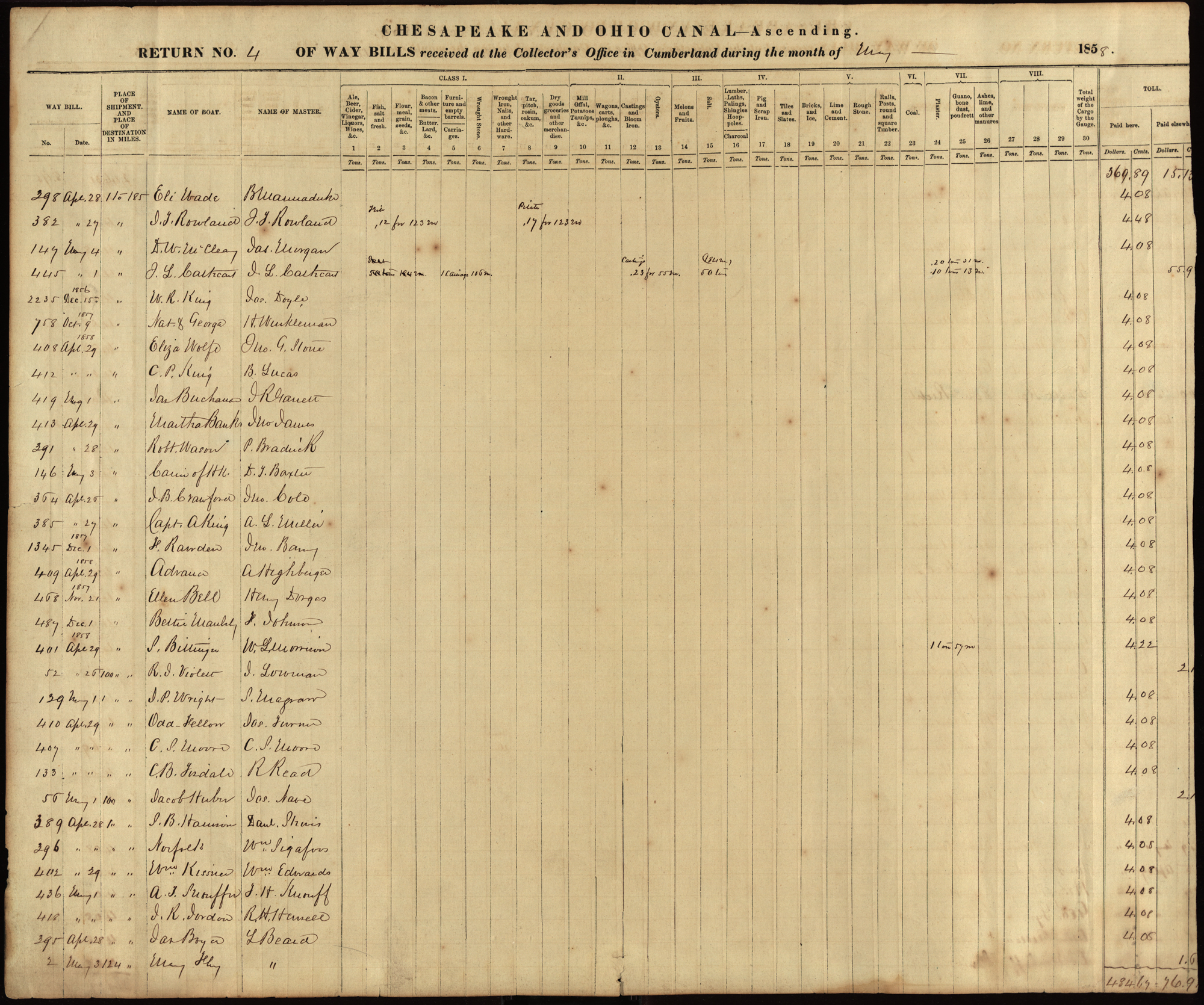
1858年在坎伯蘭辦公室的通行單記錄。每艘船（即便是空船）都要有一張通行單以航行於運河之上，未持通行單航行將處以罰款。

但是收費常有變動，且幅度頗大。有些船家會嘗試偷運未列在通行單上的貨物以規避費用。例如在1873年有一艘船從喬治城偷藏了225袋鹽到哈珀斯費里，才被公司發現。

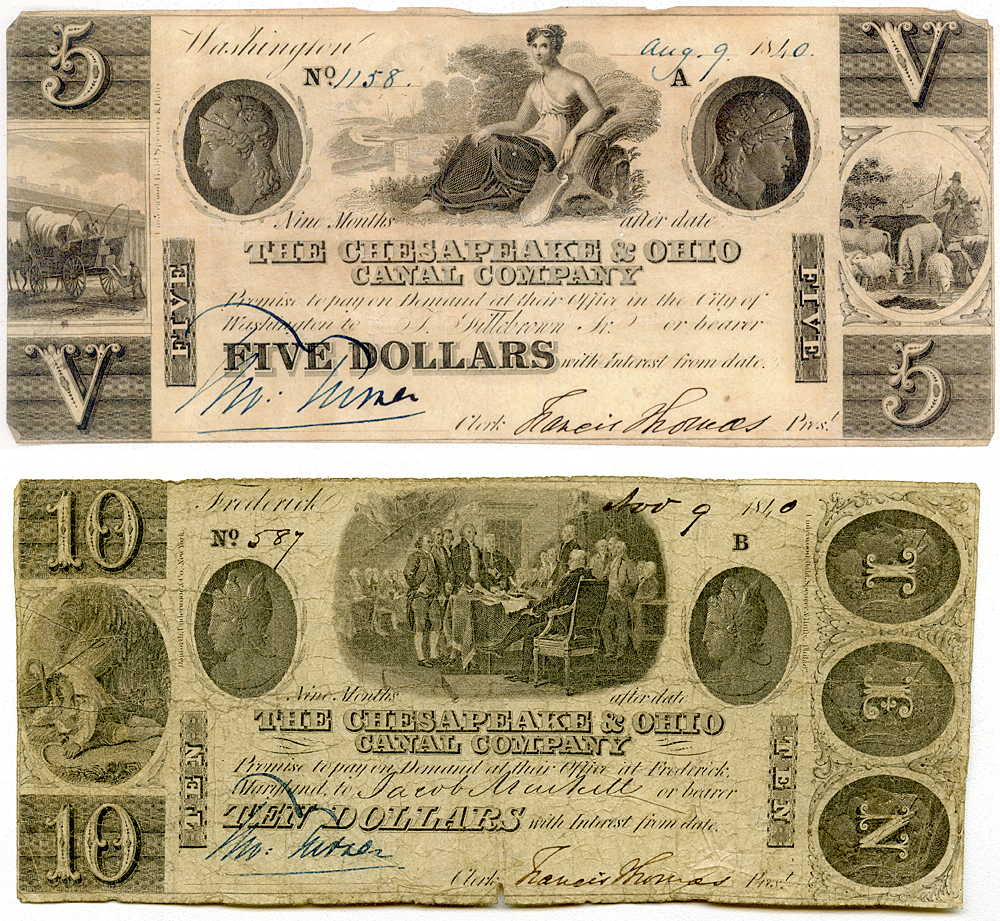
運河公司發行的五元與十元紙鈔。

運河上所運輸的貨物也會變動。例如在運河完工前的1845年，漕運貨物如下：
| 向下游運輸的貨物 | 數量           | 向上游運輸的貨物 | 數量           |
| ---------------- | -------------- | ---------------- | -------------- |
| 麵粉             | 170,464 桶     | 醃魚             | 4,569 桶       |
| 小麥             | 299,607 蒲式耳 | 鹽               | 1,265 噸       |
| 玉米             | 126,799 蒲式耳 | 灰泥             | 4,721 噸       |
| 燕麥             | 35,464 蒲式耳  | 木材             | 820,000 板英尺 |
| Mill Offal       | 38,575 蒲式耳  | 馬鈴薯           | 2,511 蒲式耳   |
| Corn Meal        | 16,327 蒲式耳  | 磚塊             | 118,225 塊     |
| 豬肉             | 15,250 磅      | 小麥             | 1,708 蒲式耳   |
| 木材             | 508,083 板英尺 | 牡蠣             | 1,351 蒲式耳   |
| 石材             | 12,060 桿      |                  |                |

### 1891以後的營運

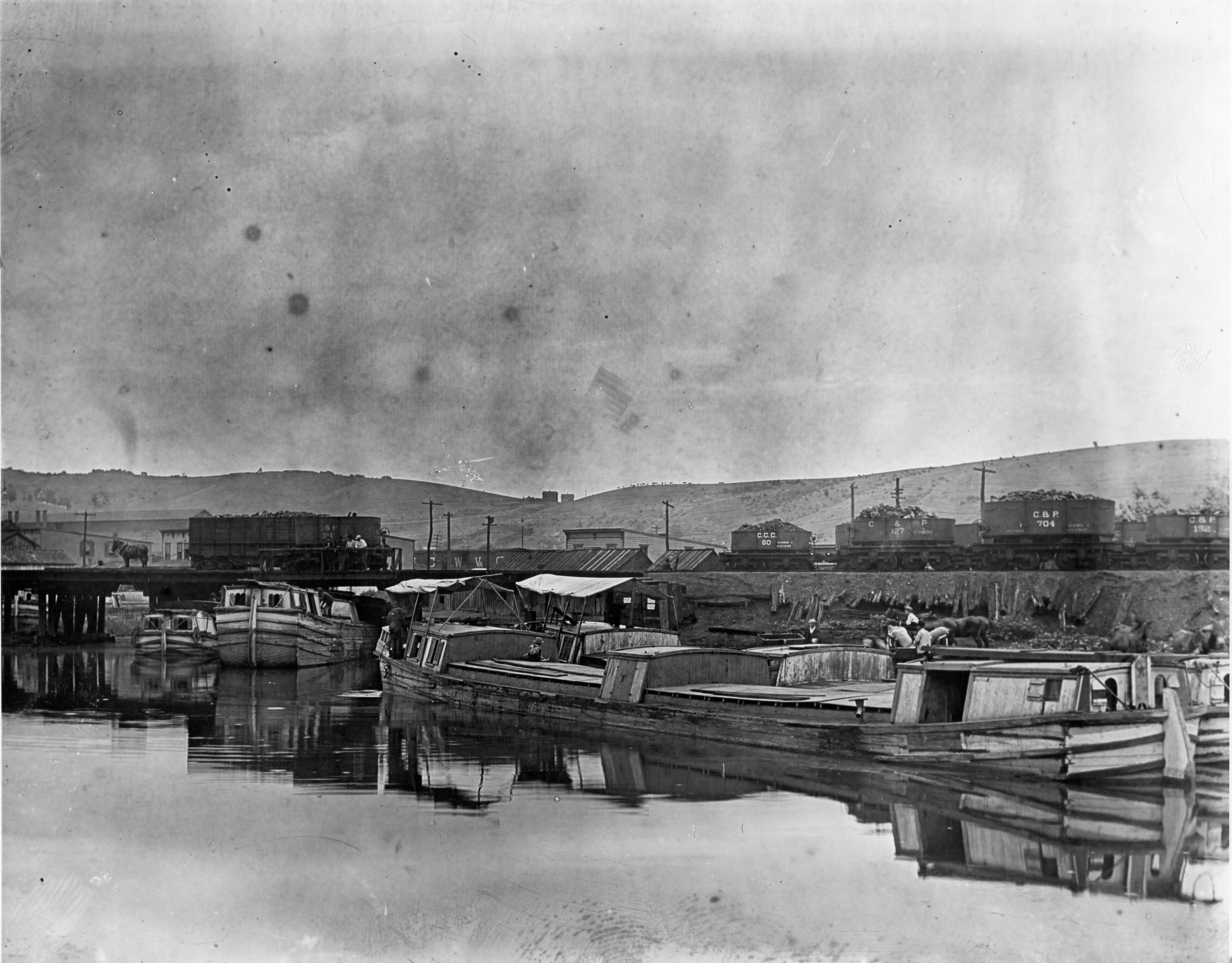
在坎伯蘭，將煤裝載到運河的船上。

1891年以後運河主要運輸煤炭，有時還有維吉尼亞州西部出產的石灰石、木材、砂石、麵粉（僅有煤炭的統計被保存）。煤炭在坎伯蘭上船，一艘船可載運四部車的量；有些煤炭得靠人力鏟進船艙下方的空間。將煤運上船時灰塵四散，人都離開船，但即便船艙窗戶緊閉，煤灰還是會跑進去。騾子也不會待在船上，以免船意外下沉時發生危險。裝載完成後蓋上船蓬蓋並鎖好，船員用運河的水刷洗掉煤灰，最後船由騾子拉走。
當船到了五號船閘（稱為 Willard's lock 或 Waybill Lock），守閘人會在通行票上簽名並向辦公室回報。尚未得到許可的船隻會在喬治城的水道橋上等待。之後會有拖船將船隻拖到各個目的地。有些船上的煤會直接在喬治城卸載，或是將煤卸載到遠洋船（這些船從麻薩諸塞州運來冰塊，將煤運回去。一艘四桅帆船可裝20船的煤炭。）
運河運作的最後幾年統計如下：
| 年度 | 煤炭量（噸） | 通行費（美元） |
| ---- | ------------ | -------------- |
| 1914 | 171,062      | 42,236.97      |
| 1915 | 173,997      | 41,271.46      |
| 1916 | 158,036      | 38,956.77      |
| 1917 | 151,667      | 40,545.74      |
| 1918 | 138,087      | 71,404.43      |
| 1919 | 133,529      | 47,346.95      |
| 1920 | 127,871      | 62,102.38      |
| 1921 | 66,477       | 42,017.33      |
| 1922 | 不可考       | 3,435.18       |
| 1923 | 56,404       | 31,899.32      |
| 1924 | 不可考       | 1,215.60       |

其他貨物還有家具（通常是二手的）、鋼琴、起居室設備、水果、漁獲（鰣魚與鯡魚），並運送要賣給船閘看守人的東西，如麵粉與糖蜜（因為有些船閘看守人所住的地方過於偏遠，需要靠這些船帶來生活必需品）。在漢考克更上游地區的圓頂水泥窯（Round Top Mill ）生產的水泥也會由漕運送到喬治城。有的船隻會在二號水壩渡河去載運木材、枕木、樹皮（用於染色），甚至穀物。其他貨物（通常是往上游漕運）還有600個空桶、沿途商店所需的商品、一桶桶的牡蠣、建造房子的材料、成穗的玉米，還有騾子。最不尋常的貨物可能是一個馬戲團。途中一隻黑熊掙脫了，逼得船員對馬戲團威脅他要跳船離開。
運河公司也訂有一些罰則，例如無通行證行船以及損壞運河設施。

### 1924年以後的營運
最後一艘載運煤炭的船是 Pat Boyer's Boat #5，在1923年11月27日回到坎伯蘭。紀錄中1924年航行的只有五艘由喬治城運送砂子到威廉斯波特興建發電廠的船隻。 

#### 1924年的洪水
1924年的洪水對運河造成重大破壞。漢考克附近的鐵路與運河橋大都受到破壞，一號水壩潰決，運河的堤壩與石作工程多處受損。鐵路公司對運河做了一些維修，讓喬治城附近的運河（一號水壩與以下河段）很快恢復營運以供應水利給喬治城的磨坊。1924年的航行季僅維持了三個月，洪水以後便停止了。不幸的是沿岸的一些社區（例如Glen Echo與坎伯蘭）已經開始將污水倒入運河，使得運河蚊蚋孳生。
之後鐵路公司並未修復其餘的運河。1928至1929間有人倡議修復坎伯蘭至威廉斯波特之間的運河，但因經濟大蕭條未能實現。1929年4月，融雪又造成了一些破壞，鐵路公司修復了拖曳道受損之處，以便能配合馬里蘭衛生局的要求，將運河裡的蚊子沖走。
漕運的船員們轉職到鐵路、採石場、農場，有的退休。之後美國只剩李海運河（Lehigh Canal）仍使用騾子拉船；該運河在1940年關閉。
有些看閘人則繼續住在船閘附近。已停用的運河在名義上仍有幾位負責人。

#### 1936年的洪水

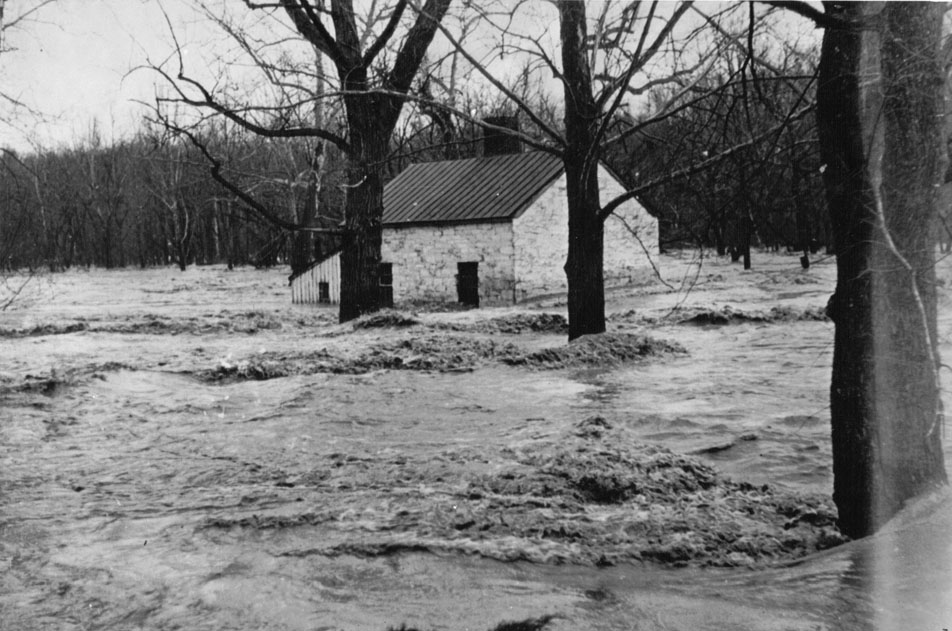
六號船閘附近的洪水，1936年。

1936年3月的洪水對已經停用的運河造成了更嚴重的損壞。融雪加上暴雨使得波多馬克河的水位達到有史以來最高點，摧毀了船閘小屋與其他設備。一樣僅進行了在喬治城附近的部分維修，以供應水力給工廠。由於巴爾的摩與俄亥俄鐵路並不關心運河，運河成為了巨大的廢墟，許多河段需要重大修理與重建。

### 國家公園

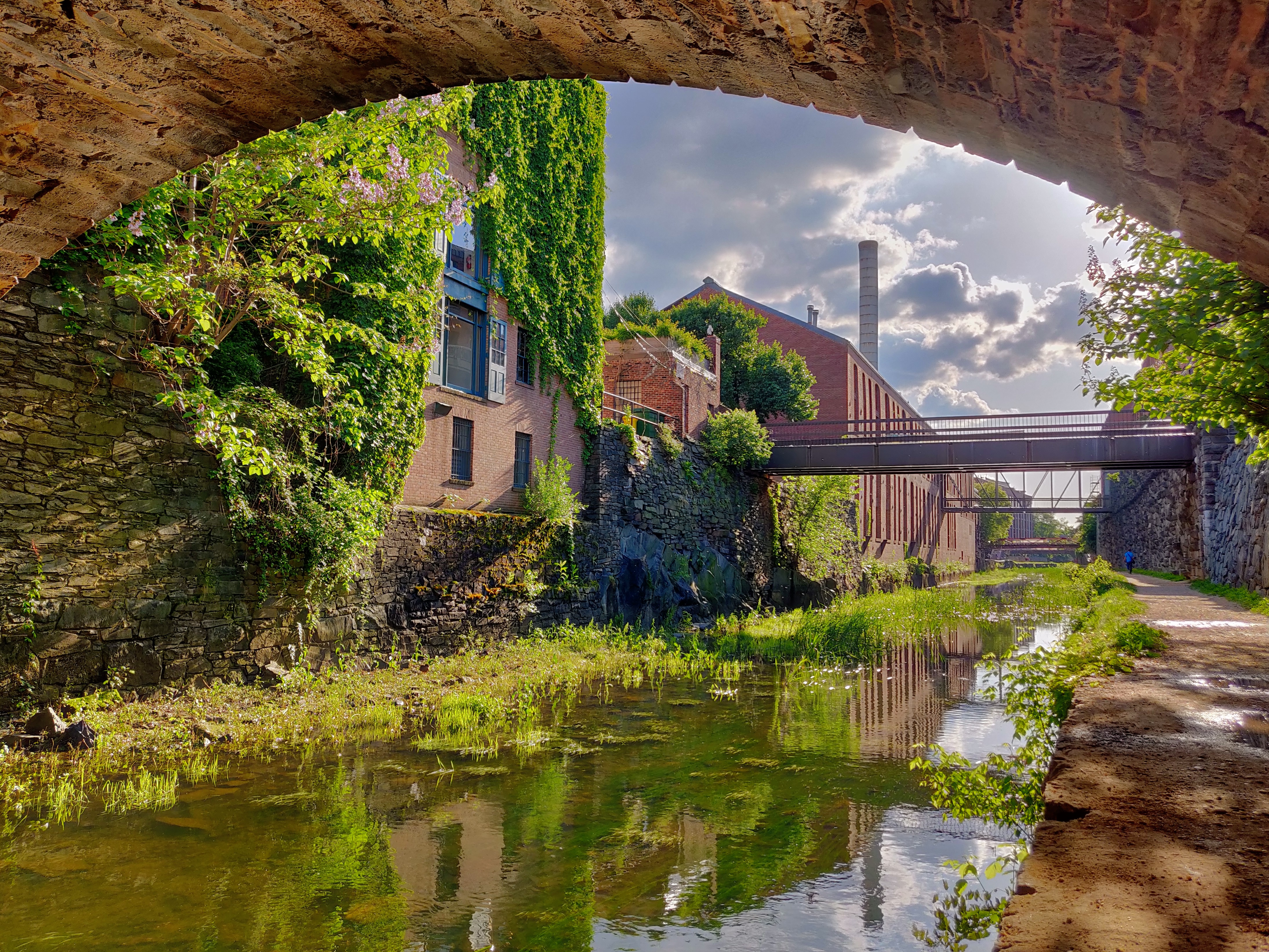
喬治城的運河河段，2019年春天。

1938年巴爾的摩與俄亥俄鐵路將廢棄的運河交給美國政府以交換貸款，現在成為了切薩皮克和俄亥俄運河國家歷史公園。